# Talheim (Mössingen)
Talheim ist ein Stadtteil von Mössingen im Landkreis Tübingen, Baden-Württemberg.

## Geographie

### Lage
Talheim befindet sich etwa 24 km südöstlich der Universitätsstadt Tübingen am Fuße der Schwäbischen Alb. In der Nähe des Ortes entspringt der Fluss Steinlach, welcher Namensgeber des Steinlachtals ist. Der Ort liegt auf 510–623 m Höhe. Bei Talheim befindet sich der 820 Meter hohe Hausberg von Mössingen, der Farrenberg mit der Ruine der Burg Andeck. Der Schwäbische-Alb-Nordrand-Weg (HW 1) führt durch Talheim und bringt Wanderer in den Ort sowie zum berühmten Bergrutsch am Hirschkopf.

### Nachbarorte
Folgende Orte grenzen an Talheim; deren jeweilige Zugehörigkeit wird in den einzelnen Artikeln erwähnt, sie werden im Uhrzeigersinn beginnend im Norden genannt und gehören zum Landkreis Tübingen, zum Landkreis Reutlingen und zum Zollernalbkreis:
Öschingen, Willmandingen, Salmendingen, Beuren, Belsen und Mössingen.

## Geschichte

### Vorgeschichte und Siedlungsgründung
Der Ortsname Talheim, also „Siedlung im Tal“, sowie archäologische Funde verweisen auf eine frühmittelalterliche Siedlungsgründung der ersten Hälfte des 7. Jahrhunderts n. Chr. Aber auch schon in früheren Zeiten hatten sich auf Talheimer Gebiet Menschen niedergelassen. So deuten Funde am Kirchkopf und am Farrenberg auf Höhensiedlungen aus der Urnenfelderzeit (10./9. Jahrhundert v. Chr.) hin, die sehr wahrscheinlich noch bis in die Hallstattzeit (8.–5. Jahrhundert v. Chr.) bewohnt waren. Die Funde von römischen Scherben im Gewann „Burtelsgärtle“ und im Flur „Hölzle“ könnten auf römische Gutshöfe hindeuten. Ein in der Rietshalde bei Wasserleitungsarbeiten kurz nach 1900 gefundenes frühmittelalterliches Gräberfeld zeigt, dass spätestens seit der ersten Hälfte des 7. Jahrhunderts eine Siedlung mit einer wohlhabenden alemannischen Bevölkerungsschicht existierte. Die zahlreichen Schenkungen aus der „Dalaheimer Mark“ des 8. und 9. Jahrhunderts bestätigen dieses Bild.

### Die Talheimer Ersterwähnung des Jahres 766
Die aus dem 12. Jahrhundert stammende Handschriftensammlung Codex Laureshamensis des Klosters Lorsch, das seit 1991 Weltkulturerbe ist, gibt in ihrer Abschrift der aus dem 8. Jahrhundert stammenden Schenkungsurkunde Nr. 3244 des Rotwin von Talheim als Datum an: „Actum in monasterio Lauresham[ensi], die VIII kl. ianuarii, anno XV Pippini regis.“ Das ist sehr wahrscheinlich aufzulösen als „die octavo [ante] Kalendas Ianuarii, anno quinto decimo [peracto/completo/confecto(!)] Pippini [tertii sive iunioris] regis [Francorum]“, bei „die octavo“ mit dem Ablativ der Zeit (Ablativus temporis) und dann bei „Kalendas“ mit dem formelhaft ohne Präposition gebrauchten Akkusativ der zeitlichen Ausdehnung (Accusativus durativus). Übliches klassisches Latein wäre: „ante diem octavum Kalendas Ianuarias, anno quinto decimo Pippini regis“ mit der formelhaften Umstellung und Kasusangleichung aus „die octavo ante Kalendas Ianuarias“, also „am achten Tag [beide Grenztage mitgerechnet] vor dem 1. Januar, [nach der Vollendung] des 15. Jahrs des Königs Pippin.“ Damit ist eindeutig ein 25. Dezember bezeichnet.
Nun wurde Pippin der Dritte der Jüngere in der zweiten Hälfte des Novembers 751 zum König der Franken gekrönt. Sein erwähntes 15. Regierungsjahr lief also vom November 765 bis November 766, so dass nach der heute üblichen Chronologie das Jahr 765 für die Schenkung zu lesen wäre. Für das letzte Regierungsjahr Pippins des Dritten des Jüngeren, in dem dieser am 24. September 768 starb, stellte man im Urkundenbestand des Codex jedoch eine Überlieferungslücke von zehn Monaten fest. Dass in dieser Schenkungshochphase über Monate hinweg keinerlei Schenkungen an das Kloster Lorsch stattgefunden haben sollen, ist als sehr unwahrscheinlich anzusehen, wenn auch nicht völlig auszuschließen. Daraus ist mit großer Wahrscheinlichkeit zu schließen, dass die Kopisten sich für den Tag der Schenkung auf den Weihnachtstag nach der im November 766 erfolgten Vollendung (!) des 15. Regierungsjahrs des Königs Pippins des Jüngeren bezogen haben, also auf den Weihnachtstag erst in dem sich anschließenden laufenden Regierungsjahr Pippins, mithin seinem 16. Erst beim ältesten Sohn Pippins des Dritten des Jüngeren, jenem König Karl dem Ersten der Franken (seit 768), dem als Römischem Kaiser Karl dem Ersten (seit 800) später die Bezeichnung Karl der Große zuteilwurde, erfolgte die heute übliche Einordnung der Regierungsjahre nach dem laufenden Jahr der Regierung [Datumsangabe: anno currente, im laufenden Jahr] der Regierungszeit.

### Die Zollerngrafen belehnen Schenken

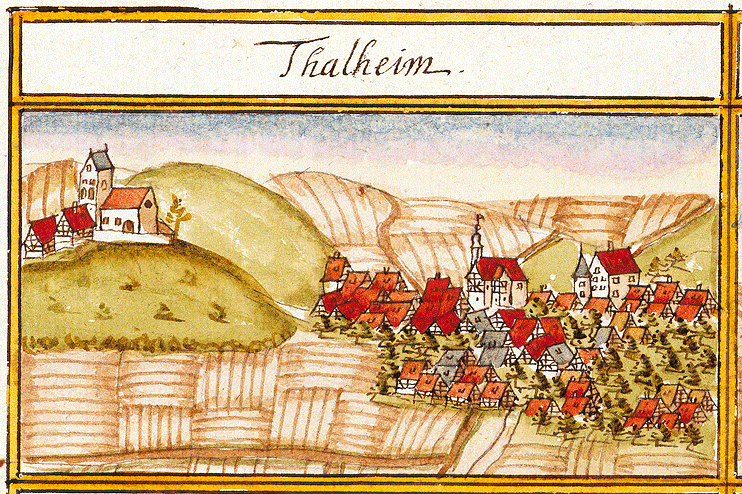
Talheim (1683)

An wen nun im Laufe der Jahrhunderte der Talheimer Besitz im Einzelnen weitergegeben wurde, ist nicht überliefert. Im Hochmittelalter jedenfalls gehörte Talheim den Grafen von Zollern, die bis ins 15. Jahrhundert hinein Zehnten im Dorf einzogen. Diese belehnten im 13. Jahrhundert ihre Schenken mit der Burg Andeck und dem dazugehörigen Dorf Talheim. Als erster Burgherr der Andeck wird Wernher Schenk von Zell (1251–1262) erwähnt. Dessen Neffe Werner Schenk von Neuenzell nannte sich 1282 erstmals nach seiner neuen Wohnstätte Schenk von Andeck und gilt damit als Stammvater der Familie. Im 14. Jahrhundert werden die Andecks auch als Herren der Kirche St. Pankratius und Cyriakus auf dem Kirchberg erwähnt. Daneben siedelten sich in dieser Zeit Beginen oder Franziskaner-Terziarinnen an, die 1361 erstmals erwähnt wurden. Konrad Schenk von Andeck schenkte den Schwestern 1367 die Hofstatt ihrer Klause neben der Kirche. Die Familie von Andeck, die jedoch im Laufe der Zeit zunehmend in Finanznot geriet, veräußerte ihren Besitz an Burg und Dorf nach und nach und zog Anfang des 15. Jahrhunderts in eine am Dorfrand von Talheim gelegene Wasserburg. Die sich hier fortan Schenken von Talheim nennende Familie verkaufte 1433 sämtliche Rechte im Dorf und das letzte Achtel an der Burg Andeck an Wilhelm Truchsess von Stetten. Ein großer Anteil an der Burg Andeck und dem Dorf lag bereits seit längerem in den Händen der Herter von Dusslingen, die diesen Besitz Mitte des 15. Jahrhunderts an die Grafen von Württemberg verkauften. Das Dorf gehörte um 1500 zu drei Vierteln dem Herzogtum Württemberg und der restliche Anteil der Familie von Stetten, der 1518 durch Anna von Stetten an die Herren von Karpfen gelangte. Zum neuen Karpfschen Besitz gehörte auch die Dorfburg mit allen dazugehörigen Gebäuden wie Scheuern, Meierei sowie Wasch- und Backhaus.
Als Württemberg 1534 die Reformation einführte, wurde die Kirche am Berg zur allgemeinen Dorfkirche erklärt. Die im Dorf stehende Kapelle verlor an Bedeutung und wurde später abgerissen. Auf deren ehemaligem Standort am Ortsausgang Richtung Melchingen deutet heute noch der Flurname „Käppelesrain“ hin. Die Beginenklause hatte nach der Reformation noch Bestand, wurde jedoch auf Aussterbestand gesetzt. Die letzte Schwester starb erst 1610, die Klausengebäude wurden im 18. Jahrhundert abgebrochen. Als die Herren von Karpfen 1618 ihre letzten Anteile am Dorf Talheim an Württemberg veräußerten, wurden die karpfischen Untertanen am 16. Juni des Jahres versammelt, ihrer Pflicht und Eid gegenüber der Familie von Karpfen entlassen und im Namen Württembergs verpflichtet.

### Wasserburg und Neues Schloss in Talheim
Die Dorfburg der Herren von Karpfen, deren einstiger Standort heute zwischen Beethovenstraße und Kreuzstraße zu finden ist, wurde bereits Anfang des 17. Jahrhunderts in einem baufälligen Zustand beschrieben: so war die Zugbrücke lebensgefährlich, die Mauer am Wassergraben vom Einsturz bedroht, der Brunnen ohne Wasser und die Strohscheuer ohne Dach. Deshalb hatten die Herren von Karpfen bereits um 1580 südlich der heutigen Kreuzstraße ein neues, bescheideneres Schloss gebaut. Die alte Wasserburg nannte man fortan das Alte Schloss oder Schlössle, das Neue Schloss wurde später auch Jägerhaus genannt. Aufgrund der Finanznot der Karpfschen Familie zeigte sich aber auch dieser Schlossbau recht schnell in einem bedenklichen Zustand: bei Regenwetter war Wasser in den Erker gelaufen und hatte die Täfelung beschädigt. Bis 1618 erwarb Herzogtum Württemberg einen Großteil des Schlossguts, das es dann als Lehen an Heinrich von Offenburg weitergab, der auch die Jagd auf Rot- und Schwarzwild, Rehe, Füchse und Hasen erlangte. Die inzwischen als Kunkellehen, also über die weibliche Linie, weitervererbten Güter und Rechte, fielen schließlich Ende des 17. Jahrhunderts an Eva Maria Schilling von Cannstatt, die 1733 in Talheim verstarb. Noch gut 100 Jahre blieben die Gebäude im Besitz der Familie, ehe sie um 1830 verkauft wurden. Das gesamte Schlossgut wurde zerschlagen und größtenteils abgerissen.

### Gemeindeentwicklung

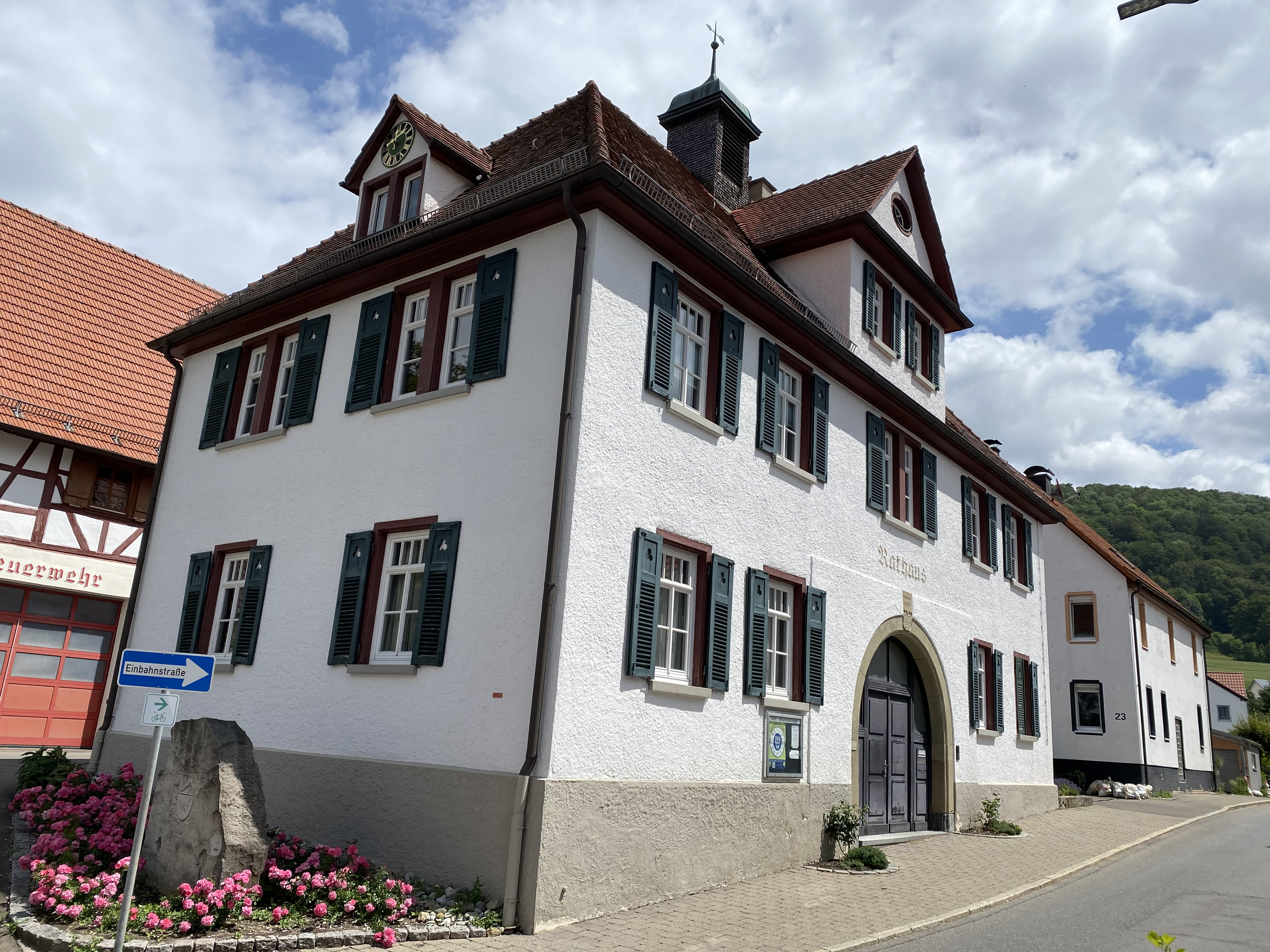
Rathaus aus dem Jahr 1702

Talheim zeigte sich jahrhundertelang als klassisches Straßendorf entlang der parallel zur Steinlach verlaufenden Landesstraße, die bereits im 15. Jahrhundert als Fahrstraße von Rottenburg nach Münsingen erwähnt wurde. Dem für den Unterhalt der Straße zuständigen Herzogtum Württemberg verursachte die Straße hohe Kosten. Als diese aufgrund von Wasserstauung 1613 auf die rechte Talseite verlegt werden musste, trat Württemberg den Unterhalt an die Gemeinde mit dem Recht ab, für passierende Reisende pro Ross ein Wegegeld von 1 Pfennig verlangen zu dürfen.
Bis ins 19. Jahrhundert hinein bestritten die Talheimer ihr Auskommen in der Landwirtschaft, die jedoch aufgrund der beengten Tallage, der ungünstigen Böden und der Höhe auf etwa 570 m (über NN) keine üppigen Erträge bescherte. Zudem boten die über die Generationen im Realteilungsgebiet sich immer mehr verkleinernden Parzellen keine ausreichende Versorgung mehr für die 1802 inzwischen 814 Einwohner zählende Gemeinde. Als die Bevölkerung bis 1850 um weitere 350 Einwohner anwuchs, verschlimmerte sich die Lage weiter. Während die einen ihren Neben- oder Haupterwerb im Handwerk oder später in der Industrie – teilweise auch als Saison- oder Wanderarbeiter – bestritten, kehrte ein großer Teil der bisherigen Heimat den Rücken. Allein im Jahre 1864 gab es 47 Auswanderer. Nachdem die Bevölkerungszahl bis 1880 wieder rasch auf 1161 Einwohner angewachsen war, folgte wieder ein starker Rückgang durch Auswanderung, der jahrzehntelang anhielt. Im Jahre 1919 wurde die Gemeinde durch die oberschwäbischen Elektrizitätswerke Biberach erstmals mit Strom versorgt und 1924 siedelte sich mit der Holzwarenproduktion Bischoff aus Reichenbach a.d.F. eine erste Fabrik im Ort an.
Im Zweiten Weltkrieg beklagte der Ort neben 72 Gefallenen und 12 vermissten Soldaten eine große Anzahl zerstörter Häuser. In der Nacht vom 15. auf den 16. März 1944 fielen durch den Notabwurf eines abgeschossenen Fliegers Bomben auf den Ort. Als am 22. April 1945 Franzosen in Mössingen und den Nachbarorten einrückten und eine Einheit von Fahnenjunkern am Albaufstieg bei Talheim in Stellung ging, entschied der örtliche Bürgermeister und Ortsgruppenleiter, den Ort gegen den Willen der meisten Einwohner durch den Volkssturm verteidigen zu lassen. Die Franzosen eroberten bis zum nächsten Tag Talheim Haus für Haus und am Ende waren auf beiden Seiten neun Tote und erhebliche Zerstörungen im Ort zu beklagen.

### Nachkriegsjahre bis heute
Nach 1945 wurde der Ort wieder aufgebaut und er wuchs zunehmend auf beiden Seiten der Hauptstraße. Auch die Holzwarenfabrik, die seit 1941 von der Firma Hantzsche aus Benneckenstein im Harz geführt wurde, nahm ihre Produktion wieder auf und begann Ende der 1950er-Jahre mit dem Bau von Küchenmöbeln. 1953 siedelte sich die Wirk- und Trikotwarenfabrik Jörg Dölker KG an. Die Gemeinde zählte Anfang der 1960er-Jahre durch die Erschließung neuer Baugebiete erstmals wieder über 1000 Einwohner und die Entwicklung hielt weiter an. Als mit der Gemeindereform der 1970er-Jahre die Landkarte der Gemeinden im Lande neu geordnet wurde, kam es am 1. Januar 1971 zur Eingemeindung der 1400 Talheimer nach Mössingen. Die großen Gewerbebetriebe Hantzsche und Dölker schlossen in den 1980er-Jahren. Das Interesse von jungen Familien sowie Gewerbetreibenden, sich in Talheim anzusiedeln, ist heute groß. Der Ort hat heute knapp 1800 Einwohner.

## Sehenswürdigkeiten
Der ursprünglich für die Pfarrkirche St. Cyriacus und Pankratius hergestellte sogenannte Talheimer Altar gilt als der größte, prächtigste und besterhaltene Altar der Mittelaltersammlung des Landesmuseums Württemberg in Stuttgart.

## Söhne und Töchter des Ortes
- Julius Speer (1905–1984), Forstwissenschaftler